# Vitaby kyrkby
Vitaby kyrkby är kyrkbyn i Vitaby socken i Simrishamns kommun belägen strax nordost om tätorten Vitaby
I Vitaby kyrby ligger den vitkalkade Vitaby kyrka med sina trappstegsgavlar och det berömda triumfkrucifixet. Kyrkan är byggd på 1100-talet, men tornet restes först på 1200-talet.